# Sielsowiet swierdlikowski
Sielsowiet swierdlikowski (ros. Свердликовский сельсовет) – jednostka administracyjna (osiedle wiejskie) wchodząca w skład rejonu sudżańskiego w оbwodzie kurskim w Rosji.
Centrum administracyjnym sielsowietu jest sieło Swierdlikowo.

## Geografia
Powierzchnia sielsowietu wynosi 85,83 km².

## Historia
Status i granice sielsowietu zostały określone ustawami z 2004 i z 2010 roku.

## Demografia
W 2017 roku sielsowiet zamieszkiwało 1259 mieszkańców.

## Miejscowości
W skład sielsowietu wchodzą miejscowości: Swierdlikowo, Darjino, Lebiediewka, Łoknia, Niżnij Klin, Nikołajewo-Darjino.